# Табурет

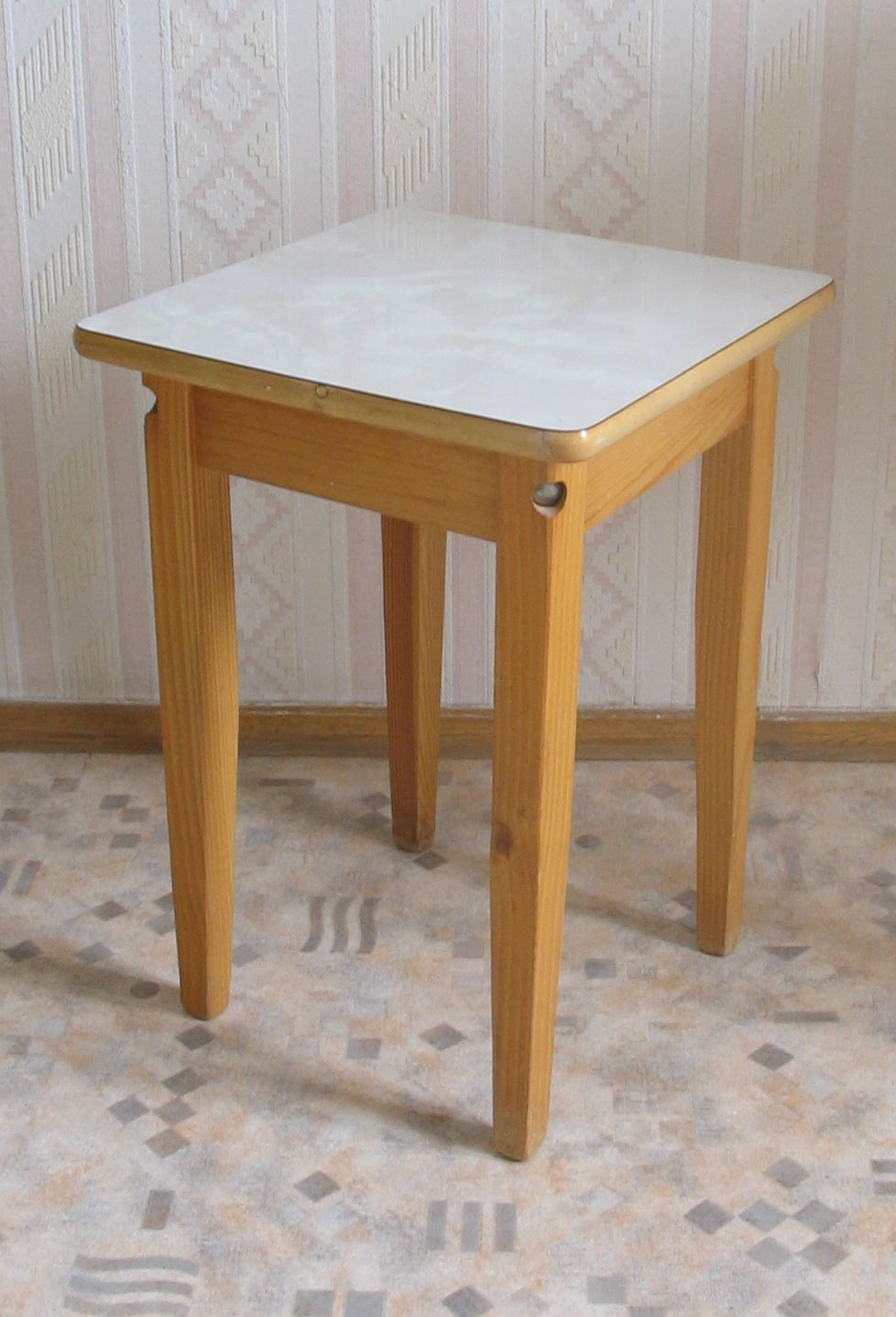
Табурет с угловыми соединениями на винтах

Табуре́т (от фр. tabouret — круглая форма мягкого сиденья) — предмет мебели для сидения одного человека, без спинки (в отличие от стула) и подлокотников. Сиденье в основном может быть жёстким или мягким. Изготавливается из древесины, металла и любых других доступных материалов.

## История

Древнеегипетский складной табурет

Табуреты появляются в Древнем Египте примерно в III тысячелетии до нашей эры. Встречались табуреты разных форм: четырех- и трехногие, также складные Х-образные. Они изготавливались из дерева, слоновой кости, с кожаными или плетеными сидениями.
Для Древней Греции и Крита характерны табуретки с матерчатым сиденьем.
В Древнем Риме были распространены складные и дорожные.
В Средние века потерял свое значение.
Табурет сразу стал олицетворением индивидуализма, поскольку, в отличие от лавки, предназначен для одного человека.
К середине XVII века табуреты изменили конструкцию — их сиденье стало мягким. Из изделия, достойно выполнявшего на протяжении столетий совершенно утилитарную функцию, табурет превратился в аксессуар, который придавал всей меблировке помещения особый шик. Шерстяные и шелковые обивочные ткани использовали для разных стилей мебели. Табурет стал красивым, подчас затейливым изделием.
Вместе со стульями и креслами табуреты стали составлять гарнитуры мягкой мебели. Позднее к ним прибавились диваны, разного рода кушетки (в том числе canapé и chaise long) и софы. В соответствии с требованием моды их украшали вышивкой, бисером, инкрустацией и т. д.

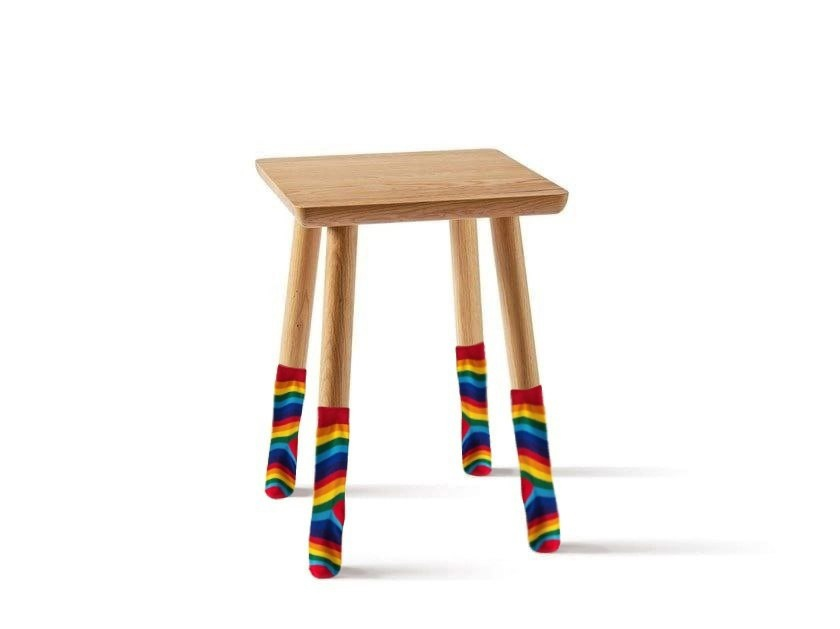
Классический табурет

Еще одну метаморфозу табурет претерпел, когда из высокого сиденья стал аккуратной подставкой под ноги. На протяжении XVII — начала XVIII вв. необходимость в табуретах и табуреточках разной высоты резко возросла, поскольку во всех европейских державах происходил процесс выработки этикета поведения при дворе. В конечном счете сформировались довольно строгие правила не только поведения и обращения, но и расположения в пространстве в зависимости от степени приближения к царственным особам.
На помощь пришли стульчики и табуреты разной высоты, на которых строго в соответствии с титулом разрешалось садиться или, точнее, присаживаться на приемах, балах и выездах двора. Законодательницей здесь стала Франция, именно оттуда в языки многих европейских стран пришло слово tabouret. Это название закрепилось за низким мягким стульчиком, на котором в присутствии короля разрешалось, как при дворе Людовика XIV в Версале, сидеть знатным дамам. Табуреты расставляли вдоль стен, в проемах окон, особая роль отводилась угловым сиденьям.
На протяжении XIX в. появляются самые разные табуреты, свидетельствующие о техническом прогрессе, неумолимо распространявшемся и на мебельное дело. Применение различных механизмов позволяет делать табуреты крутящимися, выдвигать их на нужную высоту, прятать внутрь (обычно в одной центральной ноге) различные, порой неожиданные предметы. Широко входят в моду музыкальные табуреты с регулируемым сиденьем. Появляются складные табуреты разной конструкции.
Европа становится все более мобильной, растет необходимость в простых и легких переносных сиденьях. Две изогнутые перекладины-ножки и натянутый на них кусок парусины — классическая конструкция табурета, без которого не обходится ни один художник, выходящий на пленэр. Широкая табуретка, или банкетка, становится неотъемлемой деталью театрального закулисья, необходимой в первую очередь балеринам, чтобы завязывать на ней пуанты. Высокий стул-табурет сопровождает барную стойку, становится любимцем всех, кто не может отказать себе в удовольствии скоротать время в пабе. Список видоизменений табурета на протяжении последних двух веков может быть бесконечен.
На Таганке в Москве есть целый музей, посвящённый истории мебели — он размещается в бывшем поместье братьев Аршеневских. Найти его несложно: перед особняком возвышается трёхметровый памятник табурету.

## Виды
- Бытового назначения
- Банкетка — с мягким широким сиденьем
- Туристический — с металлическим складным каркасом и тканевым натяжным сиденьем
- Барный — высокий, с опорой для ног
- Для игры на музыкальных инструментах — с вращающимся и настраиваемым по высоте сиденьем

## В искусстве
В 2022 на выставке «Дано» института «База» экспонируется татуированный табурет авторства Анастасии Зиборовой.
Табуреты изображены на полотнах русских художников: Ю. А. Васнецова, А. С. Ведерникова, О. А. Кипренского, Б. М. Кустодиева, В. Е. Маковского, Е. Е. Моисеенко, Т. Г. Назаренко, А. П. Остроумовой-Лебедевой и многих других мастеров.